# Gare de Charing Cross
La gare de Charing Cross est une gare ferroviaire centrale terminus de Londres (Royaume-Uni). Sa particularité est d'être reliée à deux autres gares terminus : la gare de Waterloo et la gare de London Bridge. Elle tient son nom du quartier du même nom, d'où sont mesurées toutes les distances routières du Royaume-Uni, de sorte que la gare peut prétendre être la plus centrale de Londres.
Une copie de la Croix d'Eléonore (épouse du roi Édouard Ier) se trouve devant la gare. L'originale était posée au bout de Whitehall, site désormais occupé par la statue équestre du roi Charles Ier. Cette copie victorienne (fabriquée par l'architecte Edward Middleton Barry) est plus grande et ouvragée que ne l'était l'originale.

## Situation ferroviaire
La gare terminus se situe à l'extrémité nord du pont de Hungerford.

## Histoire
La première construction fut réalisée sur le site de Hungerford Market par la compagnie South Eastern Railway et inaugurée le 11 janvier 1864. La gare fut dessinée par Sir John Hawkshaw, selon le plan classique des gares anglaises de l'époque, associant un grand hangar vitré abritant les quais à un hôtel côté ville, accueillant les voyageurs.
Les voies sont placées sous un toit en simple voûte en fer forgé couvrant les six quais dans un site relativement étriqué. Un an plus tard, l'hôtel Charing Cross, conçu par Edward Middleton Barry, ouvrit ses portes le 15 mai 1865 et donna à la gare sa façade ornée dans le style de la Renaissance française. À la même époque, fut érigée la réplique de la croix d'Éléonore, d'après la Croix de Whitehall originale datant du XIIIe siècle qui avait été démolie en 1647.
Plus récemment, en 1990, la plus grande partie de l'arrière de la gare fut couverte côté Embankment par un ensemble post-moderne de bureaux et de commerces conçu par le cabinet britannique d'architecture et de design urbain Terry Farrell and Partners.

La gare à différentes époques
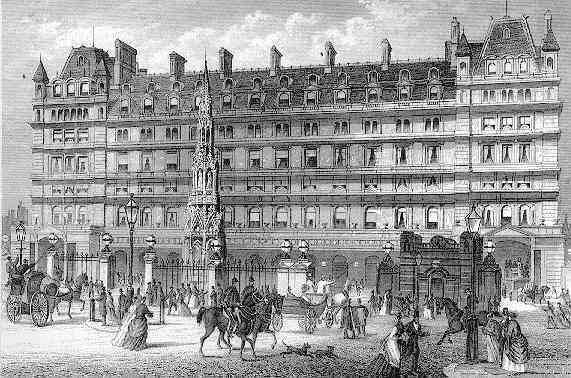
Façade au 19e siècle.
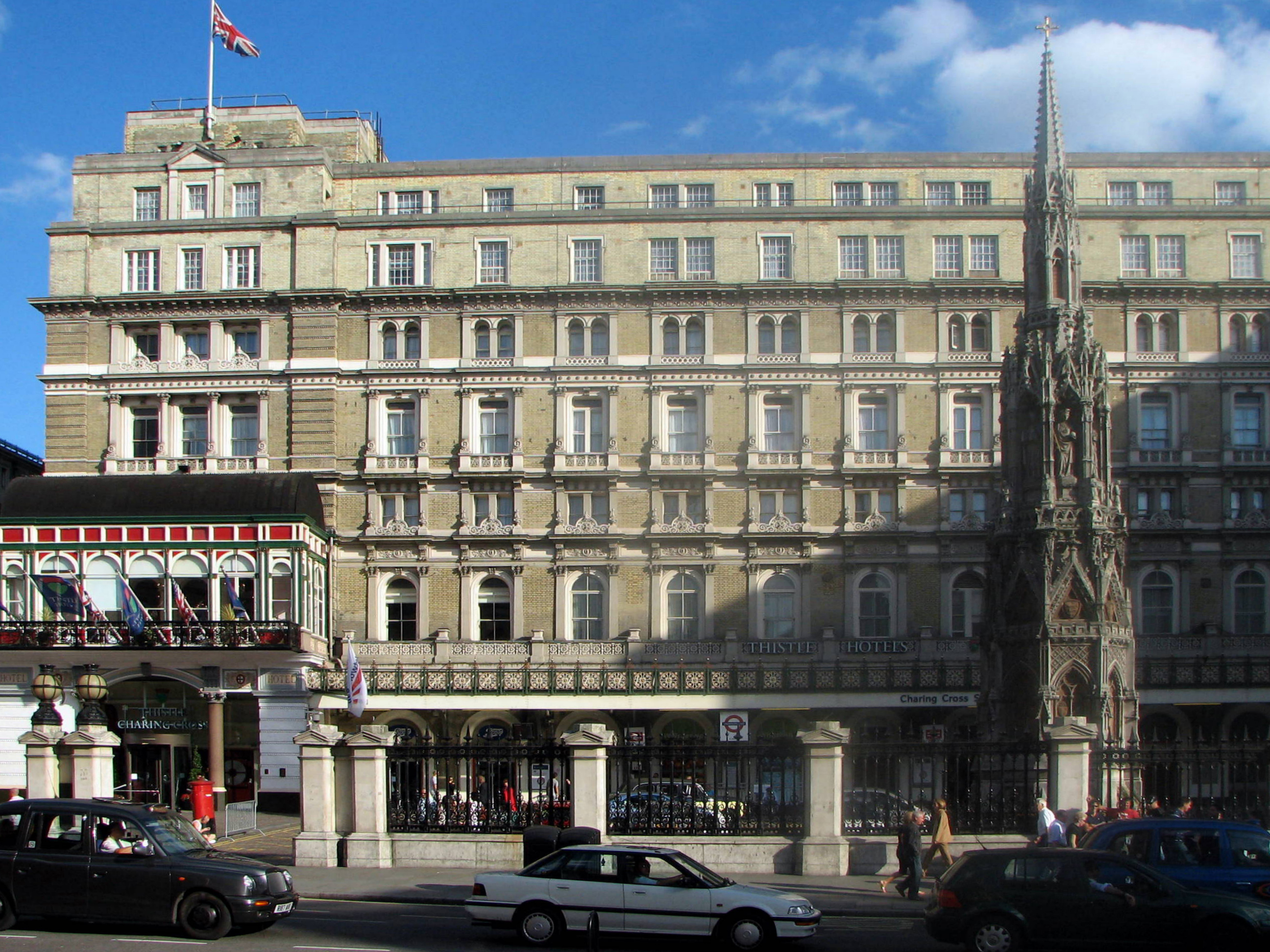
Façade en 2007.
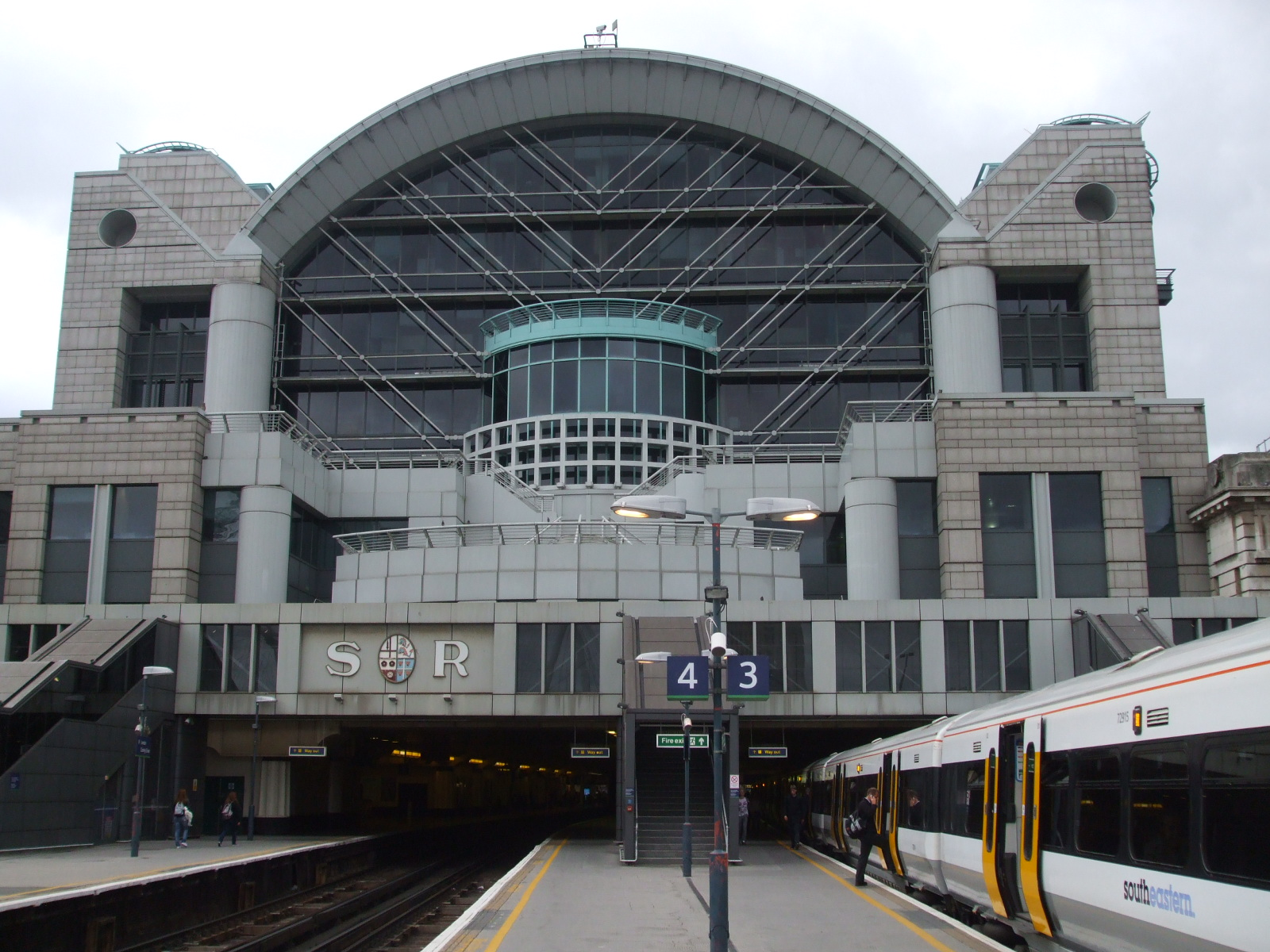
Couverture des quais.

C'est l'une des soixante-dix gares du Royaume-Uni gérées par Network Rail, les trains au départ de cette gare desservent le Kent, Hastings et le sud-est de Londres.  

## Service des voyageurs

### Intermodalité
Elle est desservie par deux stations du métro de Londres, une à chaque extrémité : Embankment et Charing Cross.